# Hawaii Shingon Mission
Hawaii Shingon Mission ist ein historisch bedeutsamer buddhistischer Tempel in Honolulu, Hawaii.
Im Jahr 1918 wurde der Tempel der buddhistischen Schulrichtung Shingon-shū durch den Architekten Katsutarō Nakagawa fertiggestellt. Die Gestaltung des Gebäudes erfolgte im Stil japanischer Architektur. Im Jahr 1929 wurde eine erste Renovierung von Hego Fuchino durchgeführt, der 1978 eine umfangreiche Generalüberholung folgte. Hawaii Shingon Mission ist einer von fünf verbliebenen historischen Tempeln im japanischen Stil im Bundesstaat Hawaii.
Der Tempel wurde am 26. April 2002 als Baudenkmal in das National Register of Historic Places aufgenommen.